# 尖叶悬钩子
尖叶悬钩子（学名：Rubus acuminatus）为蔷薇科悬钩子属的植物。分布于越南、印度、尼泊尔、锡金以及中国大陆的云南等地，生长于海拔3,000米的地区，多生长在溪边、路边、山箐或疏林内，目前尚未由人工引种栽培。

## 异名
- Rubus acuminatus Smith var. puberulus Yu et Lu